# Jesuseater
Jesuseater war eine US-amerikanische Hardcore-Band aus Baltimore, welche Anfang 2000 gegründet wurde.

## Geschichte
Alle vier Bandmitglieder waren zum Zeitpunkt der Bandgründung hauptberuflich als Tätowierer tätig. Sänger Shawn Brown war vorher bei Dag Nasty, Swiz und Sweetbelly Freakdown aktiv gewesen. Nach zwei Jahren und einem Album auf dem Label Deathwish Inc. löste sich Jesuseater 2003 wieder auf.

## Stil
Allmusic bezeichnet die Musik der Band als „Hardcore mit Punk-Attitüde“. Die Musik sei voller rockiger Hooklines, aber auch düster, bitter und repetitiv.

## Diskografie
- 2001: Jesuseater (EP, kein Label)
- 2002: Step Inside My Death Ray (Deathwish Inc.)